# آل بتلر
آل بتلر (بالإنجليزية: Al Butler)‏ مواليد 09 يوليو 1938 في روتشستر - الوفاة 12 يوليو 2000، كان لاعب كرة سلة أمريكي. بدأ مسيرته الاحترافية في سنة 1961. تم اختياره من قبل فريق بوسطن سيلتكس خلال الدرافت. بلغ طوله 6 قدم 2 بوصة (1.9 م). اعتزل اللعب في 1970.

## المسيرة الاحترافية
لعب مع بوسطن سيلتكس في سنة 1961، ثم لعب مع نيويورك نيكس من سنة 1961 إلى 1964، ثم لعب مع واشنطن ويزاردز في موسم 1964–1965.

## روابط خارجية
- آل بتلر على موقع إن بي أي (الإنجليزية)
- آل بتلر على موقع سبورتس رفرنس (الإنجليزية)
- آل بتلر على موقع كلية كرة السلة في سبورتس رفرنس.كوم (الإنجليزية)
- آل بتلر على موقع ريلجم (الإنجليزية)
- آل بتلر على موقع بروبوليرز (الإنجليزية)